# فرودگاه بین‌المللی عجمان
فرودگاه بین‌المللی عجمان (به انگلیسی: Ajman International Airport) یک فرودگاه همگانی با کد یاتا QAJ است. این فرودگاه در شهر عجمان کشور امارات متحده عربی قرار دارد.